# Primeiro Comando da Capital
Primeiro Comando da Capital (PCC), também referido como 15.3.3 (abreviadamente 15 ou Quinze) ou simplesmente como Partido, é a maior organização criminosa do Brasil, com atuação principalmente no estado de São Paulo, mas também em todo o território brasileiro, além de países fronteiriços, como Paraguai, Bolívia, Colômbia e Venezuela. Tem cerca de 30 mil membros, sendo 8 mil apenas em São Paulo.
A organização surgiu em 31 de agosto de 1993 no Centro de Reabilitação Penitenciária da Casa de Custódia de Taubaté, no Vale do Paraíba, a 130 km da capital paulista, local que acolhia prisioneiros transferidos por serem considerados de alta periculosidade pelas autoridades, e calcula-se que hoje tenha cerca de seis mil integrantes dentro do sistema penitenciário e outros 2,6 mil em liberdade, apenas no estado de São Paulo.
É financiada principalmente pelo tráfico de drogas, mas roubos de cargas, assaltos a bancos e sequestros também são fontes de faturamento. O PCC está presente em 90% dos presídios paulistas, sendo que os negócios particulares dos líderes e da própria facção têm um faturamento estimado pela inteligência policial em, no mínimo, 400 milhões de reais por ano. Alguns policiais e promotores acreditam que esse número pode chegar a cerca de 800 milhões de reais.
Vários dos ex-líderes da organização estão presos, como o criminoso Marcos Willians Herbas Camacho (vulgo Marcola) que cumpriu sentença de 44 anos, principalmente por assalto a bancos, no Centro de Readaptação Penitenciária de Presidente Venceslau, onde estava presa toda a cúpula da facção até ser transferido junto com os outros 21 criminosos do PCC para os presídios federais de segurança máxima de Porto Velho (RO), Mossoró (RN) e Brasília (DF) no dia 13 de fevereiro de 2019.

## História

### Origem
O PCC foi fundado em 31 de agosto de 1993 no anexo chamado de "Piranhão" da Casa de Custódia de Taubaté, até então a prisão mais segura do estado de São Paulo, por oito presidiários transferidos da cidade de São Paulo, conhecidos como "Os da capital". O grupo era composto por Misael Aparecido da Silva, o "Misa"; Wander Eduardo Ferreira, o "Eduardo Cara Gorda"; Antonio Carlos Roberto da Paixão, o "Paixão"; Isaías Moreira do Nascimento, o "Isaías Esquisito"; Ademar dos Santos, o "Dafé"; Antônio Carlos dos Santos, o "Bicho Feio"; César Augusto Roris da Silva, o "Cesinha"; e José Márcio Felício, o "Geleião".
Eles formavam um time de futebol cujo nome era Primeiro Comando da Capital (PCC), também chamado de "Partido do Crime" e de "15.3.3", por conta da ordem das letras "P" e "C" no alfabeto. Durante uma partida de futebol, eles mataram um dos criminosos mais temidos do presídio e se tornaram a gangue dominante do local.
O PCC afirmava que pretendia "combater a opressão dentro do sistema prisional paulista" e "vingar a morte dos 111 presos", em 2 de outubro de 1992, no "massacre do Carandiru", quando a Polícia Militar matou presidiários no pavilhão 9 da extinta Casa de Detenção de São Paulo. O grupo usava o símbolo chinês do equilíbrio yin-yang em preto e branco, considerando que era "uma maneira de equilibrar o bem e o mal com sabedoria".
Inicialmente, o PCC não tinha uma atividade criminosa específica, e seus membros atuavam de forma independente em diversos crimes, pagando mensalidades para financiar a organização. Ao contrário de gangues convencionais, o PCC não recrutava membros por meio da violência, só em situações excepcionais.

### Consolidação

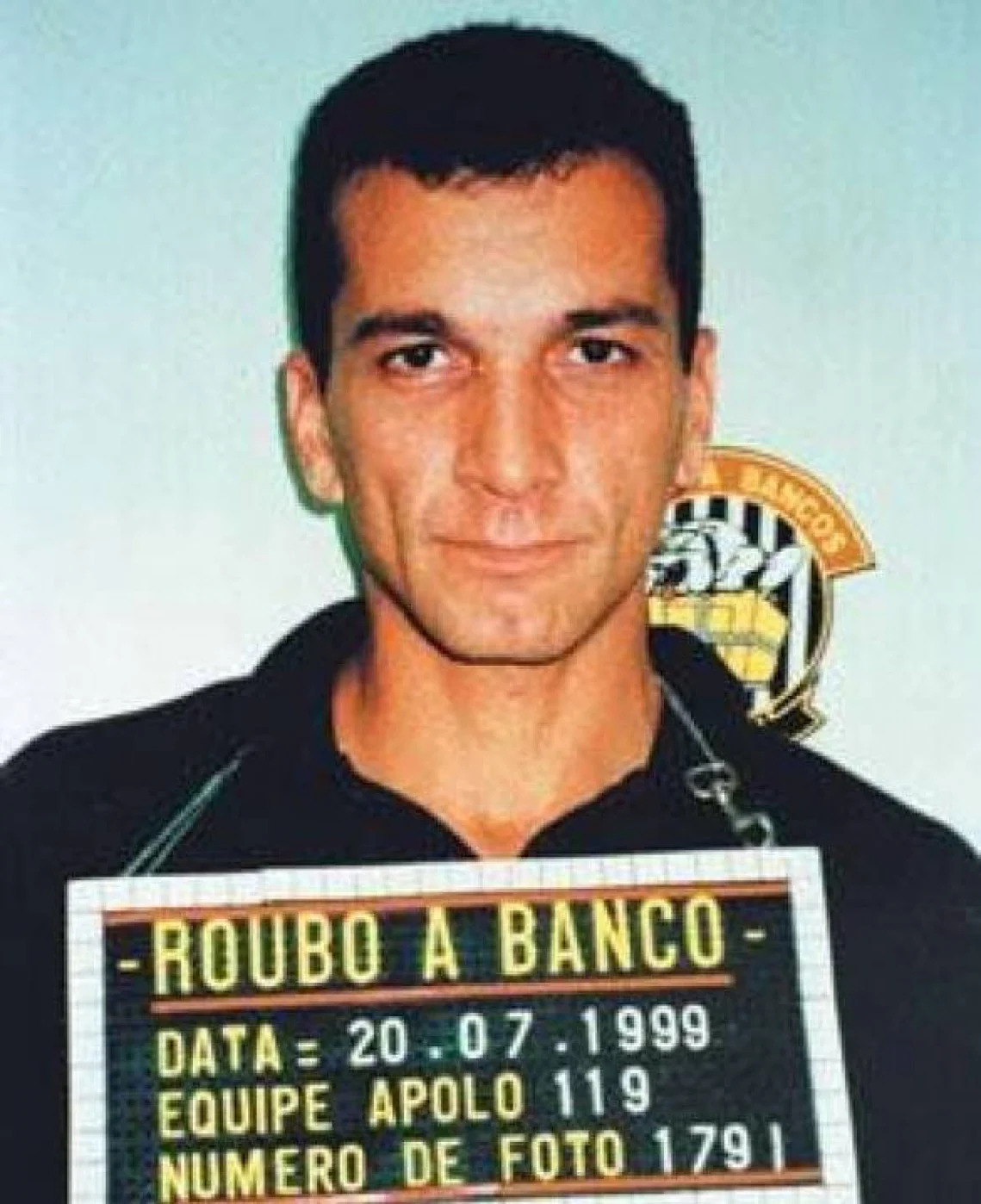
Marcos Willians Herbas Camacho, o "Marcola", considerado o líder da organização criminosa

No início dos anos 2000, Marcos Willians Herbas Camacho, o "Marcola", e Idemir Carlos Ambrósio, o "Sombra", eram alguns dos líderes mais respeitados entre os presos do estado de São Paulo. Em fevereiro de 2001, "Sombra" tornou-se o líder do PCC e organizou rebeliões simultâneas em 29 presídios do estado que deixaram 16 presos mortos. No entanto, ele foi assassinado cinco meses depois por cinco membros da facção em uma disputa interna de poder.
O PCC começou então a ser liderado por "Geleião" e "Cesinha", responsáveis pela aliança do grupo com a facção criminosa Comando Vermelho (CV), do Rio de Janeiro. "Geleião" e "Cesinha" passaram a coordenar atentados violentos contra prédios públicos, a partir do Complexo Penitenciário de Bangu, onde se encontravam detidos. Considerados "radicais" por uma outra corrente do PCC, mais "moderada", Geleião e Cesinha usavam atentados para intimidar as autoridades do sistema prisional e foram depostos e jurados de morte em novembro de 2002, quando o grupo foi totalmente assumido por "Marcola". Cesinha acabou assassinado no presídio de Avaré.
Sob a liderança de Marcola, também conhecido como "Playboy", atualmente detido por assalto a bancos, o PCC teria participado no assassinato, em março de 2003, do juiz-corregedor António José Machado Dias, juiz da Vara de Execuções de Presidente Prudente. A facção tinha recentemente apresentado como uma das suas principais metas promover uma rebelião de forma a "desmoralizar" o governo e destruir o RDD (regime disciplinar diferenciado), onde os detidos passam vinte e três horas confinados às celas, sem acesso a jornais, revistas, rádios ou televisão por apresentarem alto risco a sociedade.

### Disputas com outras facções em 2016
O conflito entre facções criminosas brasileiras de 2016–2020 foram uma série de confrontos entre organizações criminosas do país divididas em dois lados em fins da década de 2010. Os confrontos têm sido encabeçados por Primeiro Comando da Capital (PCC) e Comando Vermelho (CV), em lados opostos e apoiados por aliados, com episódios dentro de presídios e periferias de cidades brasileiras. Seu surgimento está ligado aos métodos do PCC para conquistar novos territórios para o narcotráfico, que envolvem a cobrança de seguros e centralização econômica e cuja organização rígida pseudoestatal encontra forte resistência de organizações criminais regionais, com organização predominantemente descentralizada.
O confronto tem tomado a forma de rebeliões prisionais culminadas em massacres. No fim de 2016, ocorreu a primeira rebelião em Roraima com detentos mortos. Em 1.° de janeiro de 2017, 56 presos foram mortos após um tumulto ocorrido no Complexo Penitenciário Anísio Jobim (Compaj) em Manaus, no Amazonas, na região Norte do país. Integrantes de duas quadrilhas rivais de tráfico de drogas, o Primeiro Comando da Capital (PCC) e a Família do Norte (FDN) — aliada do Comando Vermelho (CV) — entraram em confronto naquele que foi considerado o massacre mais violento da história do sistema prisional brasileiro desde a chacina do Carandiru (1992). Cinco dias depois, 33 presos foram mortos na Penitenciária Agrícola de Monte Cristo, localizada na zona rural de Boa Vista, em Roraima, também na região Norte. Segundo a Folha de S.Paulo, a chacina em Roraima foi uma resposta do PCC à rebelião comandada pela FDN no Amazonas.
As mortes nessas rebeliões prisionais somente na primeira quinzena do ano de 2017 somaram 133. Comparativamente, o Massacre do Carandiru ocorrido em presídio de São Paulo em 1992 resultou em 111 pessoas mortas. Além disso, a edição lançada em 2019 do Atlas da Violência registrou 65 602 assassinatos (31,6 homicídios a cada cem mil habitantes) no ano de 2017, tendo sido os maiores resultados na série até então.
Essa série de conflitos repercutiram em 2019. Esse acirramento resultou em rebeliões no Amazonas (maio de 2019) e no Pará (julho de 2019). No primeiro, os motins levaram a 55 pessoas detentas mortas, por causa de disputas internas na FDN, que passou a ser rival do CV e do PCC. No segundo, pelo menos, 67 pessoas detentas mortas após rebelião do Centro de Recuperação Regional de Altamira em massacre executado pela facção Comando Classe A, então aliada recente do PCC, contra o CV.

## Ataques

### Atentado frustrado de 2002
Em outubro de 2002, a Polícia Civil de São Paulo revelou, após investigação, que a sede da Bolsa de Valores de São Paulo havia sido escolhida como alvo de um atentado terrorista que seria perpetrado pela facção criminosa PCC, com ameaças de uso de explosivos. O ataque acabou não ocorrendo por causa da prisão de Petronília Maria de Carvalho Felício, que fez com que os integrantes da facção desistissem do ato. Na história da Bovespa até então, só havia registro de ameaças anônimas feitas por telefone, mas o prédio nem chegou a ser evacuado.

### Ataques de 2006

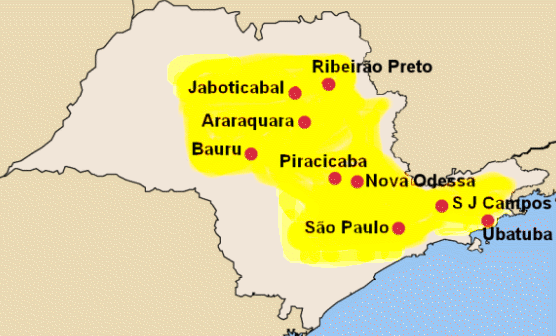
Cidades paulistas que sofreram ataques do PCC durante os atentados de 2006

Iniciada na noite de 12 de maio de 2006, uma sexta-feira, a onda de atentados contra forças de segurança e alguns alvos civis com origem no estado de São Paulo por ordem do PCC. No dia 14, o ataque já havia se espalhado por outros estados do Brasil, como Espírito Santo, Paraná, Mato Grosso do Sul, Minas Gerais e Bahia (este último sem ligação direta com o PCC).
Os ataques, que ficaram conhecidos como "Crimes de Maio", tomaram uma repercussão na mídia brasileira e foram destaque na mídia internacional durante os dias do ocorrido. Em todo o estado, 564 pessoas foram mortas e 110 ficaram feridas entre 12 e 21 de maio de 2006, do quais 505 eram civis e 59 agentes públicos.
No dia anterior ao início dos ataques, a Secretaria da Administração Penitenciária do Estado de São Paulo havia decidido transferir 765 presos para a penitenciária 2 de Presidente Venceslau, unidade de segurança máxima localizada no interior paulista, depois que escutas telefônicas terem revelado que facções criminosas planejavam rebeliões para o Dia das Mães daquele ano. Entre os presos a serem transferidos estava Marcos Willians Herbas Camacho, o "Marcola", considerado o líder do PCC. Em represália, a facção articulou rebeliões em 74 penitenciárias paulistas e, já na madrugada do dia 12, agentes de segurança pública, viaturas, delegacias de polícia, cadeias e prédios públicos passaram a ser alvo de ataques de criminosos.

### Ataques de 2012
No final de 2012, outra onda de ataques contra a polícia começou. A causa era aparentemente um anúncio feito por líderes do PCC e espalhado aos membros da gangue fora da cadeia. Durante cerca de trinta dias, todos os dias um ou dois policiais foram mortos, na maior parte em circunstâncias indefesas, como em folgas, em férias, ou até mesmo oficiais aposentados. Muitos policiais foram assassinados na frente de familiares ou amigos, geralmente quando chegavam ou saiam de suas casas. Em dezembro, as mortes começaram a diminuir e cessaram sem motivo conhecido.

## Funcionamento
O Primeiro Comando da Capital (PCC) tem cerca de 30 mil membros em 22 dos 27 estados brasileiros, além de países vizinhos, como Bolívia, Paraguai e Colômbia. A facção criminosa mantém suas principais ações no estado de São Paulo, onde estão cerca de 8 mil de seus membros em 90% dos presídios paulistas.
O PCC forma uma ampla rede de criminosos que é dividida entre um braço político e outro econômico. No político, atua como um "poder regulador" que criou "estatutos" que sistematizaram a ética e as relações entre seus membros, que pagam mensalidades.